# Alexis Bledel
Kimberly Alexis Bledel (født 16. september 1981 i Houston, Texas) er en amerikansk skuespiller og tidligere model (1996-1999). Hun er bedst kendt for sin rolle som Rory Gilmore i tv-serien Gilmore Girls (2000-2007) og for filmene Tuck Everlasting (i rollen som Winnifred "Winnie" Foster), Sin City (i rollen som Becky) og The Sisterhood of the Traveling Pants (i rollen som Lena Kaligaris). Alexis er meget gode venner med Lauren Graham, som spiller den unge mor i Gilmore Girls.

## Privat
I 2012 begyndte Bledel at date Vincent Kartheiser. Parret annoncerede deres forlovelse i marts 2013 og giftede sig i juni 2014.